# La Chapelle-Réanville
Pour les articles homonymes, voir La Chapelle.
La Chapelle-Réanville est une ancienne commune française située dans le département de l'Eure en région Normandie.
Depuis le 1er janvier 2017, elle est une commune déléguée au sein de la commune nouvelle de La Chapelle-Longueville.

## Géographie

### Localisation
La Chapelle-Réanville est située à environ 5 kilomètres, à l'ouest de Vernon.

### Communes limitrophes
| Villez-sous-Bailleul       |                       | Saint-Étienne-sous-Bailleul |
| Sainte-Colombe-près-Vernon | La Chapelle-Réanville | Saint-Just                  |
|                            | Houlbec-Cocherel      | Mercey                      |

### Villages, hameaux et lieux-dits
La Chapelle-Réanville est composée de trois parties distinctes :
- Réanville : on y trouve les maisons anciennes et les fermes qui, à l'origine, composaient la commune de Réanville ;
- La Genevray : cette partie, située sur les hauteurs, est composée principalement de maisons récentes construites par Lohéac ;
- Le Froc de Launay : petit hameau de quelques dizaines de maisons rattachées à la commune de la Chapelle-Réanville. Son nom provient de l'ancien français et désigne un terrain situé le long d'un chemin, et de launay qui signifie « l'aulnaie »[4].

## Toponymie
La Chapelle est attesté sous les formes Capella en 1172, 1173 et 1178,, Capella de Gemeticis en 1370,, La Chapelle-Génevray jusqu'en 1844.  
Capella dans un acte, qui est une confirmation par Henri II, des biens de Jumièges, porte en effet : « Cantelupum (ancien nom de Saint-Etienne-sous-Bailleul) cum capella et aliis pertinentiis » ; Saint-Etienne-sous-Bailleul est limitrophe de La Chapelle [-Réanville], dont la seigneurie fut donnée à Jumièges (qui la posséda jusqu'à la Révolution).
Réanville est attesté sous les formes Regionvillam vers 1025,, Reonvilla en 1291 et vers 1370.
Le hameau du "Froc de Launay", froc ou frô est un terme d’origine celtique qui désigne une sorte de terrain vague et Launay serait issu du latin alnus à traduire par aulne. "Froc de launay" signifierait « terrain des aulnes ».

## Histoire
La commune actuelle a été constituée en 1844 par la fusion, par ordonnance royale, des communes de La Chapelle-Genevray et Réanville.

## Politique et administration
| Période                                  | Période    | Identité   | Étiquette | Qualité  |
| ---------------------------------------- | ---------- | ---------- | --------- | -------- |
| Les données manquantes sont à compléter. |            |            |           |          |
| 2001                                     | 31/12/2016 | André Turc | SE        | Retraité |

## Population et société

### Démographie
L'évolution du nombre d'habitants est connue à travers les recensements de la population effectués dans la commune depuis 1793. À partir du 1er janvier 2009, les populations légales des communes sont publiées annuellement dans le cadre d'un recensement qui repose désormais sur une collecte d'information annuelle, concernant successivement tous les territoires communaux au cours d'une période de cinq ans. 
Pour les communes de moins de 10 000 habitants, une enquête de recensement portant sur toute la population est réalisée tous les cinq ans, les populations légales des années intermédiaires étant quant à elles estimées par interpolation ou extrapolation. Pour la commune, le premier recensement exhaustif entrant dans le cadre du nouveau dispositif a été réalisé en 2008,.
En 2014, la commune comptait 1 119 habitants, en évolution de −2,19 % par rapport à 2009 (Eure : +2,66 %, France hors Mayotte : +2,49 %).
| 1793 | 1800 | 1806 | 1821 | 1831 | 1836 | 1841 | 1846 | 1851 |
| ---- | ---- | ---- | ---- | ---- | ---- | ---- | ---- | ---- |
| 172  | 169  | 176  | 173  | 162  | 160  | 169  | 339  | 349  |

| 1856 | 1861 | 1866 | 1872 | 1876 | 1881 | 1886 | 1891 | 1896 |
| ---- | ---- | ---- | ---- | ---- | ---- | ---- | ---- | ---- |
| 295  | 306  | 294  | 301  | 313  | 270  | 267  | 253  | 259  |

| 1901 | 1906 | 1911 | 1921 | 1926 | 1931 | 1936 | 1946 | 1954 |
| ---- | ---- | ---- | ---- | ---- | ---- | ---- | ---- | ---- |
| 270  | 275  | 264  | 216  | 209  | 205  | 183  | 199  | 214  |

| 1962 | 1968 | 1975 | 1982  | 1990  | 1999  | 2008  | 2013  | 2014  |
| ---- | ---- | ---- | ----- | ----- | ----- | ----- | ----- | ----- |
| 185  | 179  | 603  | 1 030 | 1 031 | 1 019 | 1 138 | 1 113 | 1 119 |

## Culture locale et patrimoine

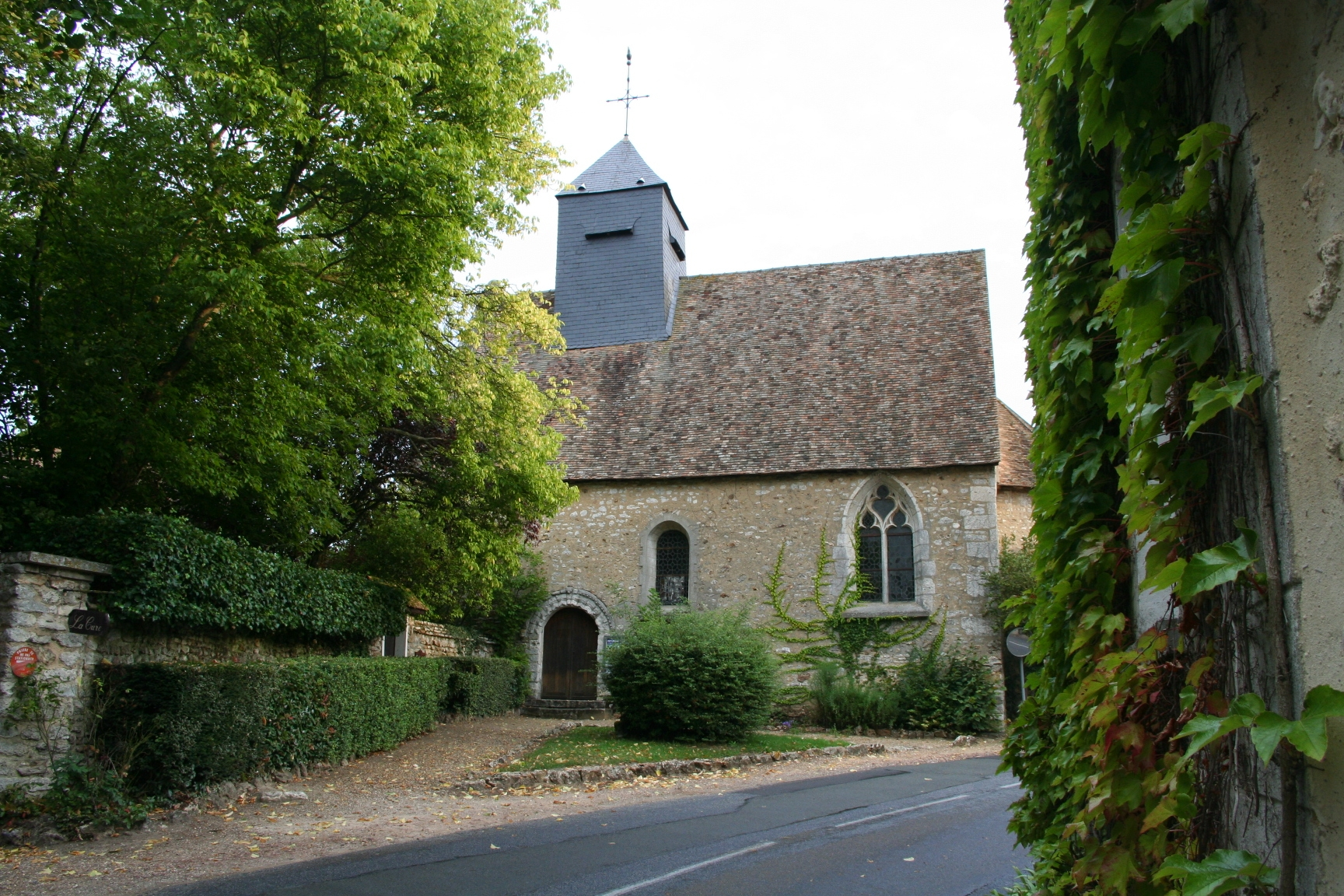
L'église paroissiale Notre-Dame.

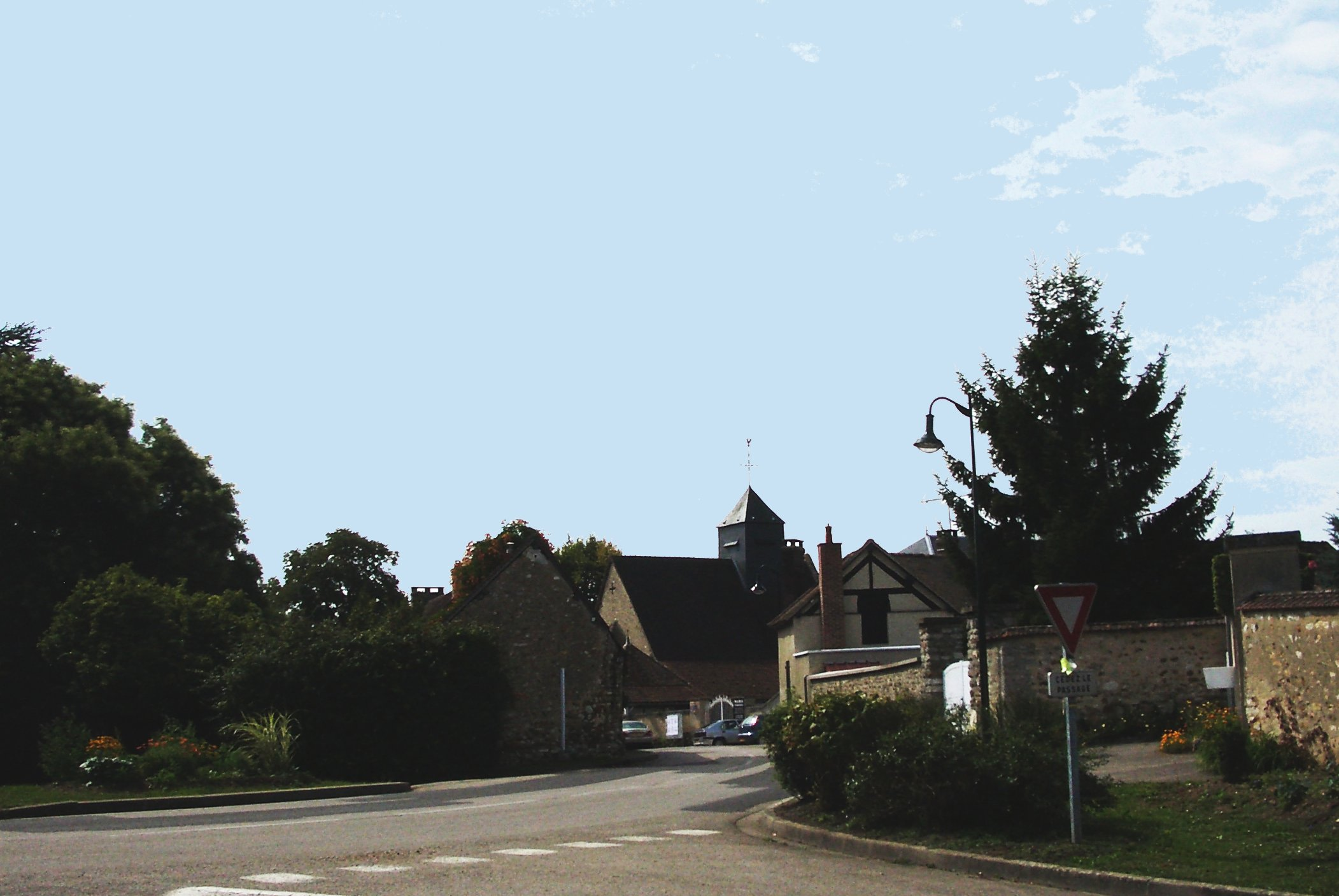
La Chapelle Réanville.

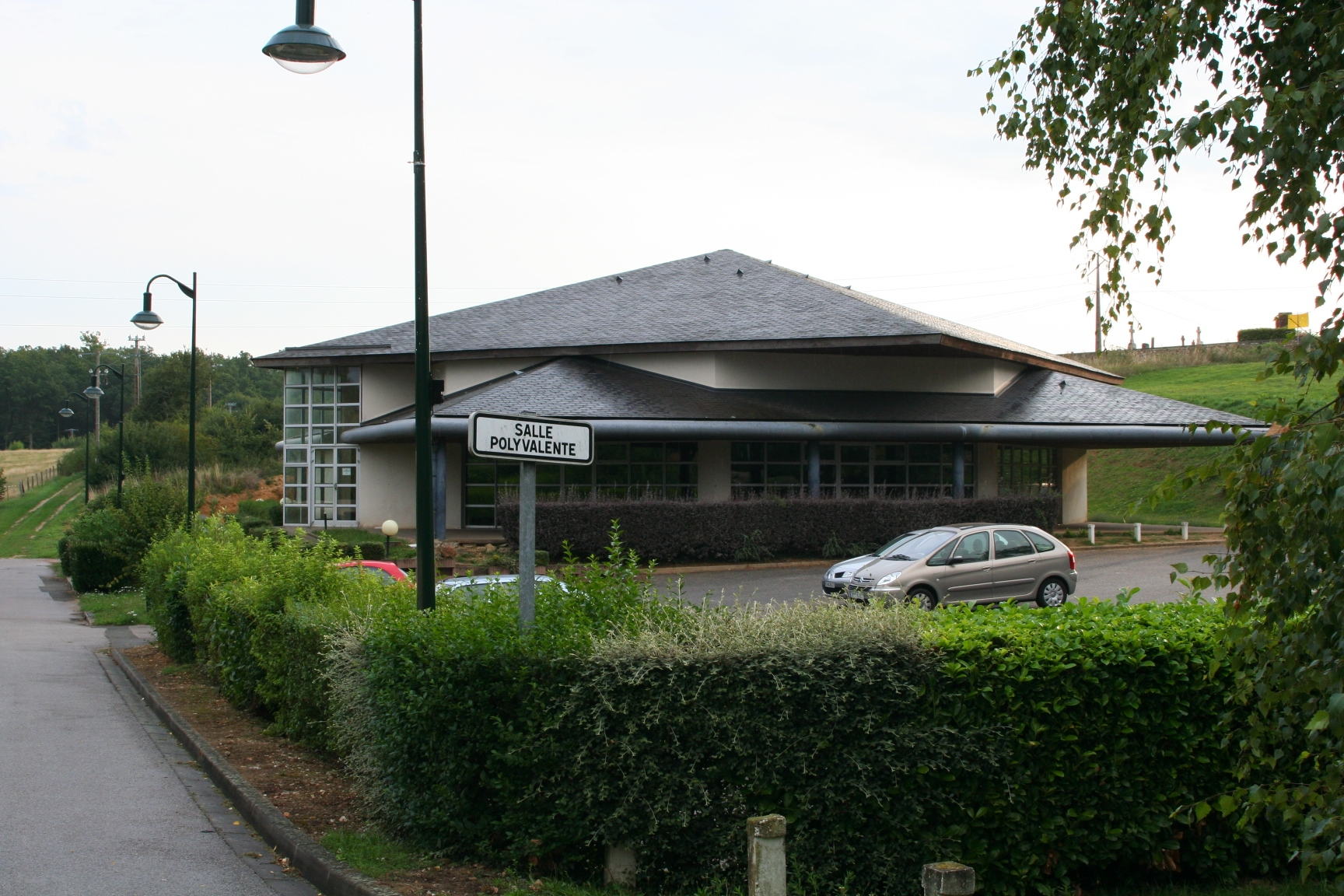
La salle polyvalente.

### Lieux et monuments
- Église paroissiale Notre-Dame[12].

Église en pierre calcaire de la fin du XVe ou du début du XVIe siècle, au toit de tuiles plates et au clocher carré couvert d'ardoise à cheval sur le faîtage.
- Château de Froc-de-Launay[13].
- Lavoirs.
- salle polyvalente de 300 places.

### Événements
- Brocante annuelle, fin août, sur le stade.

### Personnalités liées à la commune
- Nancy Cunard (1896-1965 : écrivaine britannique, fille du fondateur de la Cunard Line, s'est installée en 1927 à la Chapelle-Réanville dans une ferme qu’elle rebaptisa « le Puits Carré » et où elle vécut jusqu'à la veille de la Seconde Guerre mondiale.

### Héraldique
| Armes de La Chapelle-Réanville | Les armes de La Chapelle-Réanville se blasonnent ainsi : écartelé de gueules et d'azur, au pal diminué d'argent chargé d'une vergette ondée d'azur brochant sur la partition ; le un chargé de deux léopards d'or armés et lampassés d'azur ; le deux, d'une lettre capitale G d'or ; le trois, d'une tête de Saint Barthélemy d'argent nimbée d'or ; le quatre, d'une église au naturel. Les deux léopards d'or des armoiries de La Chapelle-Réanville rappellent les armoiries de la Normandie. |